# Герберт Фойрер
Герберт Фойрер (нім. Herbert Feurer, нар. 14 січня 1954) — австрійський футболіст, воротар.
Насамперед відомий виступами за клуб «Рапід» (Відень), а також національну збірну Австрії.
Дворазовий чемпіон Австрії, триразовий володар Кубка Австрії. 

## Клубна кар'єра
У дорослому футболі дебютував 1975 року виступами за команду клубу «Вінер-Нойштадтер», в якій провів один сезон.
1976 року перейшов до клубу «Рапід» (Відень), за який відіграв 13 сезонів. Більшість часу, проведеного у складі віденського «Рапіда», був основним голкіпером команди. Завершив професійну кар'єру футболіста виступами за команду «Рапід» (Відень) у 1989 році

## Виступи за збірну
1980 року дебютував в офіційних матчах у складі національної збірної Австрії. Протягом кар'єри у національній команді, яка тривала усього 3 роки, провів у формі головної команди країни 7 матчів.
У складі збірної був учасником чемпіонату світу 1982 року в Іспанії.

## Титули і досягнення
- Чемпіон Австрії (4):

«Рапід» (Відень): 1981–82, 1982–83, 1986–87, 1987–88
- Володар Кубка Австрії (4):

«Рапід» (Відень): 1982–83, 1983–84, 1984–85, 1986–87
- Володар Суперкубка Австрії (3):

«Рапід» (Відень): 1986, 1987, 1988